# USS San Jacinto (CG-56)
El USS San Jacinto (CG-56), llamado así en honor a la batalla de San Jacinto (1836), es un crucero lanzamisiles de la clase Ticonderoga en servicio con la Armada de los Estados Unidos desde 1988.

## Nombre
Su nombre USS San Jacinto honra a la batalla de San Jacinto (1836) de la Revolución de Texas.

## Construcción
Fue construido por Ingalls Shipbuilding (Misisipi). Fue colocada la quilla el 24 de julio de 1985. El casco fue botado el 11 de noviembre de 1986. Y fue asignado el 23 de enero de 1988.

## Historia de servicio

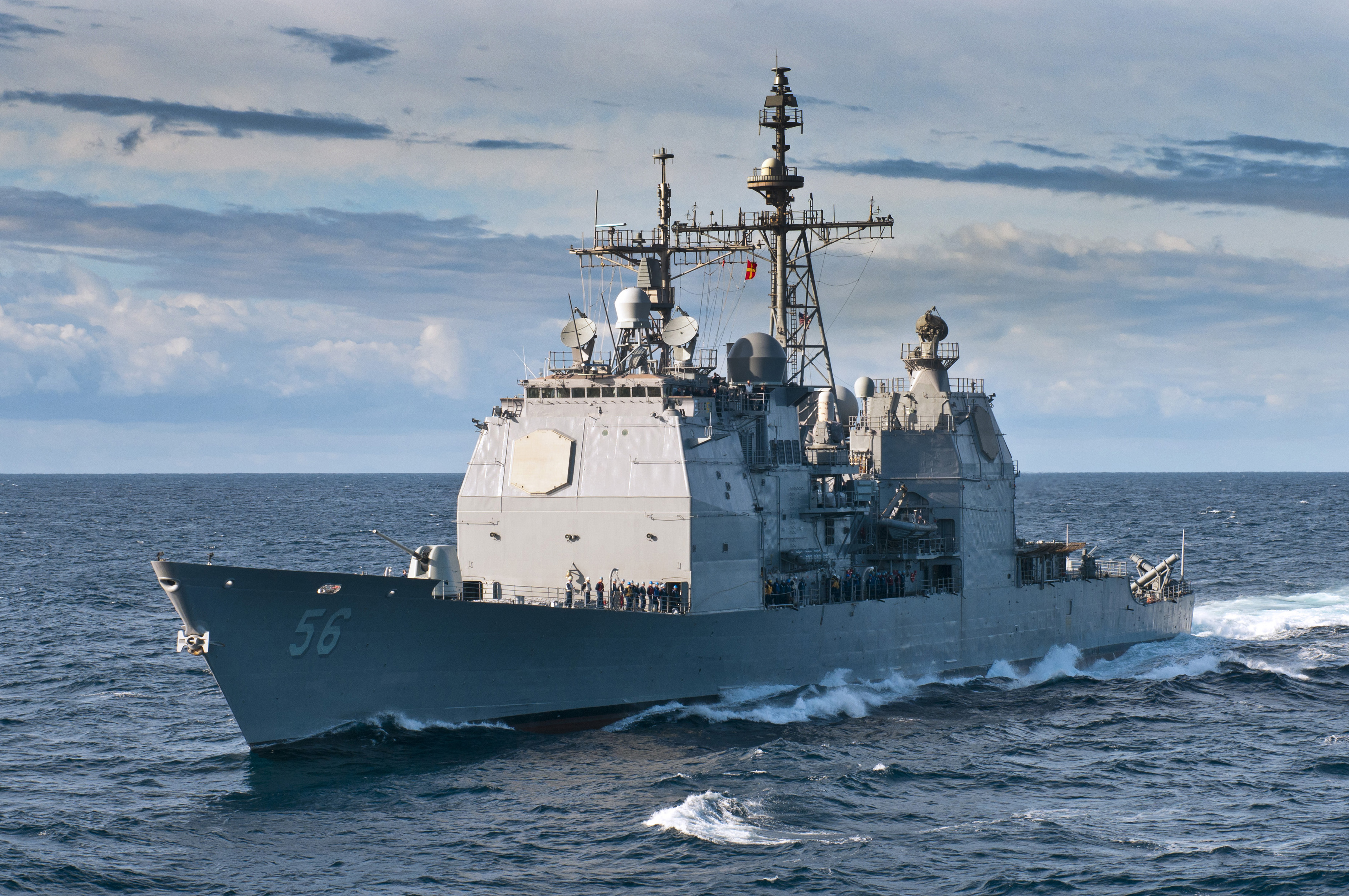
USS San Jacinto navegando en el año 2012.

En 1990 el San Jacinto entró en acción en la Operación Desert Shield y, en 1991, en la Operación Desert Storm. Fue el primer buque de la coalición en disparar un misil de crucero Tomahawk. Luego sirvió en la Operación Southern Watch (Irak). Ya en el siglo XXI, ha participado de la Operación Enduring Freedom (Afganistán). Su apostadero actual es la base naval de Norfolk (Virginia); y está previsto su retiro para el año 2023, al igual que otros cruceros Ticonderoga.
El 13 de octubre de 2012 El submarino de la clase Los Angeles USS Montpelier y el USS San Jacinto chocaron frente a la costa del noreste de Florida durante un ejercicio mientras el submarino estaba sumergido a profundidad de periscopio. No hubo heridos a bordo de ninguno de los barcos. La evaluación inicial de los daños fue que hubo una despresurización completa del domo del sonar a bordo del San Jacinto. La investigación reveló que la causa principal de la colisión fue un error humano, el mal trabajo en equipo del equipo de vigilancia de Montpelier, y el incumplimiento del oficial al mando de seguir los procedimientos establecidos para los submarinos que operan a profundidad de periscopio. Además, la investigación reveló factores contribuyentes entrelazados entre los diversos cuarteles generales de comando y control que brindan capacitación y supervisión operativa dentro del Comando de las Fuerzas de la Flota.
El USS San Jacinto fue dado de baja el 15 de septiembre de 2023 en una ceremonia en su puerto base, la Estación Naval de Norfolk.